# 1703 год в искусстве
События 1703 года в искусстве:
- с 24 по 26 мая солдатами-плотниками был построен Домик Петра Великого в Санкт-Петербурге; брёвна здания были стесаны и раскрашены под красный кирпич, за что оно получило название «красных хором».
- Пьер Ле Гро завершил строительство усыпальницы кардинала Джироламо Казанате[англ.] в Латеранской базилике в Риме.

## Произведения
- Себастьяно Риччи. «Похищение сабинянок» (см. илл.)
- Адриан Ван дер Верфф. «Иисус во гробе».
- Луи Волдерс[англ.]. «Групповой портрет Левенских судей».

## Родились
- 18 февраля — Коррадо Джаквинто, итальянский художник эпохи рококо (ум. 1766)
- 29 сентября — Франсуа Буше, французский художник, гравёр и дизайнер эпохи рококо (ум. 1770)

Дата неизвестна:
Гаэтано Сабатини, итальянский живописец (ум. 1734)
Андреа Сольди, итальянский живописец (ум. 1771)
Уильям Тавернер, английский пейзажист (ум. 1772)
Игнацио Хагфорд, тосканский живописец (ум. 1778)
Генри Чир, английский скульптор (ум. 1781)

## Умерли
- 30 марта — Лаццаро Бальди, итальянский живописец эпохи барокко (род. ок. 1624)
- 8 апреля — Доменико Пиола, итальянский живописец (род. 1627)
- 3 мая — Эглон ван дер Нер, нидерландский портретист и пейзажист (род. 1656)
- 26 июля — Жерар Одран, французский рисовальщик (род. 1640)
- 13 октября — Мари Куртуа[англ.], французская миниатюристка (род. 1655)
- 29 декабря — Пьер Монье, французский художник (род. 1639)

Дата неизвестна:
Себастьян Баррас, французский живописец (род. 1653)
Мозен Висенте Бру, испанский живописец (род. 1682)
Бьяджо Фальчери, итальянский живописец эпохи барокко (род. 1628)
Джузеппе Нуволоне, итальянский живописец (род. 1619)
Богдан Салтанов, российский живописец, по происхождению армянин (род. 1630)
Ян Сиберехтс, фламандский живописец (род. 1627)
Маттиас Витхус, голландский живописец (род. 1627)
Предположительно:
Помпео Гитти, итальянский художник, автор фресок (род. 1631)